# Jean-Pierre Bokole Ompoka
Jean-Pierre Bokole Ompoka dit Jean-Pierre Bokole, né le 21 janvier 1961 à Inongo dans l’actuelle province de Mai-Ndombe, est un homme politique congolais de la République démocratique du Congo (RDC).
Fondé de pouvoir à la Société belge, dénommée Société de Culture au Zaire (SCZ), filiale de la société générale de Belgique puis Chef de département administratif et financier au sein de la Direction d’hygiène aux frontières de 2000 à 2008.
En 2008, il fait son entrée en politique en tant que Directeur de cabinet du ministre des Affaires sociales et actions humanitaires, Barthélemy BOTSWALI (2008-2009) puis ministre de la Recherche scientifique et innovations technologiques au sein du Gouvernement MUZITO II & III (2010-2011).
Entre 2011 et 2018, il est député national et président de la sous-commission ressources naturelles de la grande commission environnement, ressources naturelles et tourisme de l’Assemblée nationale ; un poste qui lui a permis de participer à la révision du code minier de la RDC adopté en 2018 sous l’égide du président Joseph KABILA KABANGE.
En 2020, il quitte le parti de Barthélemy BOTSWALI, CODELI pour cocréer le parti Congo Espoir du groupement ADRP, parti membre de la Majorité présidentielle.
Entre 2020 et 2022, il est Directeur général de la Société d’Expertise en Radioactivité (SER) dont le siège social est basé à Lubumbashi, dans la région Est du pays. Il est Directeur général de l’Institut des Musées Nationaux du Congo depuis septembre 2022.

## Biographie
Jean-Pierre BOKOLE OMPOKA est un homme politique congolais né le 21 janvier 1961 à Inongo dans l’actuelle province du Maï-Ndombe (RDC), père de dix enfants dont cinq filles et cinq garçons.
Jean-Pierre Bokole grandit au sein d'une fratrie de dix enfants dans la ville d'Inongo, Maï-Ndombe. Il est issu d'une famille modeste, son père fut charpentier et sa mère ménagère.
Passionné de culture et de musique, il a eu une brève carrière musicale au sein du groupe " Sosoliso, attaque bazoka", en parallèle de ses études secondaires.
Passionné de pêche et de chasse, activités qu'il a pu pratiqué dans sa ville natale durant sa jeunesse.
Il intègre le séminaire de Bokoro à la fin de son cycle d'enseignement primaire où il a rejoint l'équipe de basketball du séminaire.
Passionné par les principes de l'ordre et l'éducation de ses enfants, Jean-Pierre Bokole se définit comme un père dévoué qui consacre sa vie à l'éducation et la réussite de ses enfants qu'il considère comme « la plus belle aventure de sa vie ».
Parmi ses mantras, on peut citer "Les enfants d'abord !" , "Honte à celui qui ne fait pas plus que son père !" ou encore " Chaque chose a sa place, chaque chose n'a qu'une seule place ! "
Il n’hésite pas pour chaque acte posé de toujours faire référence à la “ crédibilité d'abord " car dit-il, sa personnalité n'a pas de prix.

## Carrière politique
Jean-Pierre BOKOLE OMPOKA est l’actuel Directeur Général de l’institut des musées nationaux du Congo (IMNC). Il a occupé plusieurs fonctions politiques durant ces dernières années.
En 2008, il fait son entrée en politique en tant que Directeur de cabinet du ministre des Affaires sociales et actions humanitaires, Barthélemy BOTSWALI (2008-2009) puis ministre de la Recherche scientifique et innovations technologiques au sein du Gouvernement MUZITO II & III (2010-2011).
Entre 2011 et 2018, il est député national et président de la sous-commission ressources naturelles de la grande commission environnement, ressources naturelles et tourisme de l’Assemblée nationale ; un poste qui lui a permis de participer à la révision du code minier de la RDC adopté en 2018 sous l’égide du président Joseph KABILA KABANGE.
En 2020, il quitte le parti de Barthélemy BOTSWALI, CODELI pour co-créer le parti Congo Espoir du groupement ADRP, parti membre de la Majorité présidentielle.

## Études
Chrétien Catholique et Pratiquant, il rejoint le petit séminaire de Bokoro à Mai-Ndombe après l’obtention de son certificat de fin d’étude primaire. Il fait partie aujourd’hui de l’Association des Anciens séminaristes de Bokoro (ANSEBO). Titulaire d’un diplôme d’État en Pédagogie décerné à Mbandaka en 1980, Jean-Pierre Bokole (dit JP Bokole) poursuit ses études à l’Institut Pédagogique National (IPN) de Kinshasa où il obtient une licence en Psychologie appliquée option orientation scolaire et professionnelle en 1986.
Ensuite, il poursuit son parcours académique avec l’obtention d’un diplôme spécial poste universitaire en Marketing-Management au Lycée Pythagore de Kinshasa. Il a également effectué une formation en Commerce Internationale à Kinshasa.